# Lijst van hogeronderwijsinstellingen in Noord-Cyprus
De Turkse Republiek van Noord-Cyprus heeft op dit moment acht erkende universiteiten.
Hieronder een lijst van alle universiteiten en/of hogeronderwijsinstellingen in de Turkse Republiek van Noord-Cyprus.
| Naam universiteit                                                  | Jaar oprichting | Plaats    | Soort           | Website         |
| ------------------------------------------------------------------ | --------------- | --------- | --------------- | --------------- |
| Akdeniz Karpaz Üniversitesi (University of Mediterranean Karpasia) | 2010            | Nicosia   | Staat/Privé     | akun.edu.tr     |
| Doğu Akdeniz Üniversitesi                                          | 1979            | Famagusta | Staat/Privé     | emu.edu.tr      |
| Girne Amerikan Üniversitesi                                        | 1985            | Girne     | Privé           | gau.edu.tr      |
| İstanbul Teknik Üniversitesi Kuzey Kıbrıs Kampüsü                  | 2009            | İskele    | Staat (Turkije) | -               |
| Lefke Avrupa Üniversitesi                                          | 1990            | Güzelyurt | Privé           | lefke.edu.tr    |
| Orta Doğu Teknik Üniversitesi Kuzey Kıbrıs Kampüsü                 | 2003            | Güzelyurt | Staat (Turkije) | kkk.odtu.edu.tr |
| Uluslararası Kıbrıs Üniversitesi                                   | 1997            | Lefkoşa   | Privé           | ciu.edu.tr      |
| Yakın Doğu Üniversitesi                                            | 1988            | Lefkoşa   | Privé           | neu.edu.tr      |
| Adana Çukurova Üniversitesi Kuzey Kıbrıs Kampüsü                   | 2009            | Meserya   | Staat           | -               |